# Metzgeria leptoneura
Metzgeria leptoneura är en bladmossart som beskrevs av Richard Spruce. Metzgeria leptoneura ingår i släktet bandmossor, och familjen Metzgeriaceae. Inga underarter finns listade i Catalogue of Life.